# Live at Slane Castle
Live at Slane Castle é um show da banda americana Red Hot Chili Peppers lançado em DVD no ano de 2003, dois anos após o seu DVD anterior, o Off the Map.
A gravação aconteceu durante o segundo show no Slane Castle, um castelo medieval situado na Irlanda. Ele foi filmado no dia 23 de agosto de 2003 e lançado em 17 de novembro de 2003. O DVD mostra o show completo, exceto por uma música, "Soul to Squeeze". A música foi retirada porque uma das cordas da guitarra do John Frusciante arrebentou.

## Faixas
1. "Intro"
2. "By The Way"
3. "Scar Tissue"
4. "Around the World "
  - Maybe (The Chantels) (cover de John Frusciante)
5. "Universally Speaking"
6. "Parallel Universe"
  - A introdução é "Latest Disgrace" do Fugazi do álbum "Red Medicine"
7. "The Zephyr Song"
8. "Throw Away Your Television"
9. "Havana Affair" (cover de Ramones)
10. "Otherside"
11. "Purple Stain"
12. "Don't Forget Me"
13. "Right on Time"
  - A introdução é "London Calling" do The Clash do álbum de 1979 "London Calling"
14. "Can't Stop"
15. "Venice Queen"
16. "Give It Away"
  - Trompete/bateria dueto com Flea e Chad
17. "Californication"
18. "Under the Bridge"
19. "Power of Equality"
20. "Final Credits"